# Schloss Elisabethenburg

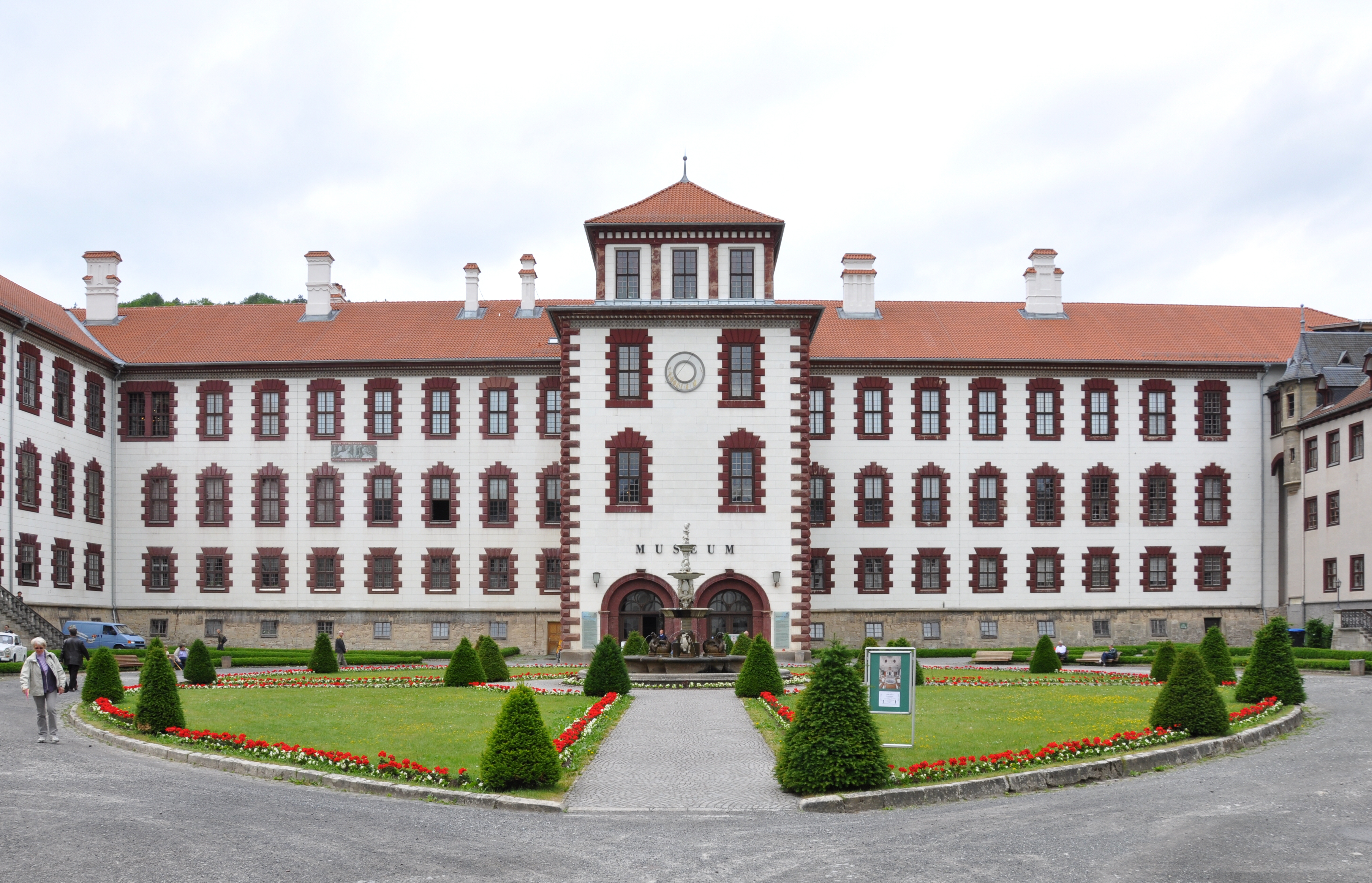
Schloss Elisabethenburg, Ehrenhof

Das Schloss Elisabethenburg ist die ehemalige Residenz der Herzöge von Sachsen-Meiningen am Schlossplatz in der thüringischen Stadt Meiningen. Der Barockbau befindet sich am nordwestlichen Rand der historischen Altstadt von Meiningen im Schlosspark direkt an der Werra und beherbergt heute die Meininger Museen mit dem Max-Reger-Archiv, das Stadtarchiv und das Staatsarchiv Meiningen, den Konzertsaal „Johannes Brahms“ in der Schlosskirche, ein Restaurant, ein Turmcafé, die Stadtverwaltung und die Trauungsräume des Standesamtes. Das Schloss Elisabethenburg inklusive Schlosspark und Marstall gehört zu den neun Schlössern, die als „Thüringische Residenzenlandschaft“ einen Antrag zum UNESCO-Welterbe stellen.

## Geschichte
Das Schloss Elisabethenburg ließ Bernhard I., der erste Herzog von Sachsen-Meiningen und Begründer des gleichnamigen Fürstenhauses, von 1682 bis 1692 anstelle der ehemaligen Würzburger Burg Meiningen als Dreiflügelanlage erbauen, die mit ihrem Turm in der Mittelachse des Hauptflügels aus der Luft als ein „E“ erkennbar ist. Später wurde diese Grundrissform gerne als Verweis auf den Namen der zweiten Ehefrau des Herzogs interpretiert, Elisabeth Eleonore von Braunschweig-Wolfenbüttel, der zu Ehren das neue Residenzschloss Elisabethenburg genannt wurde. Rein baulich ergibt sich die Form jedoch schlicht aus der Kombination des Turms, der das zentrale Treppenhaus enthält, mit der dreiflügeligen Anlage. Der so vorgesetzte Mittelrisalit vermied die Unterbrechung von Galerien und Raumfluchten im Hauptflügel.

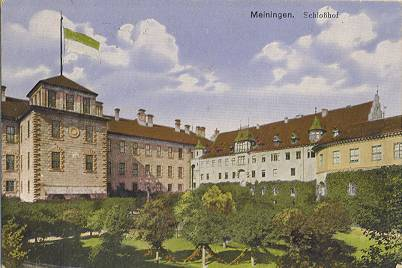
Ansicht von 1902

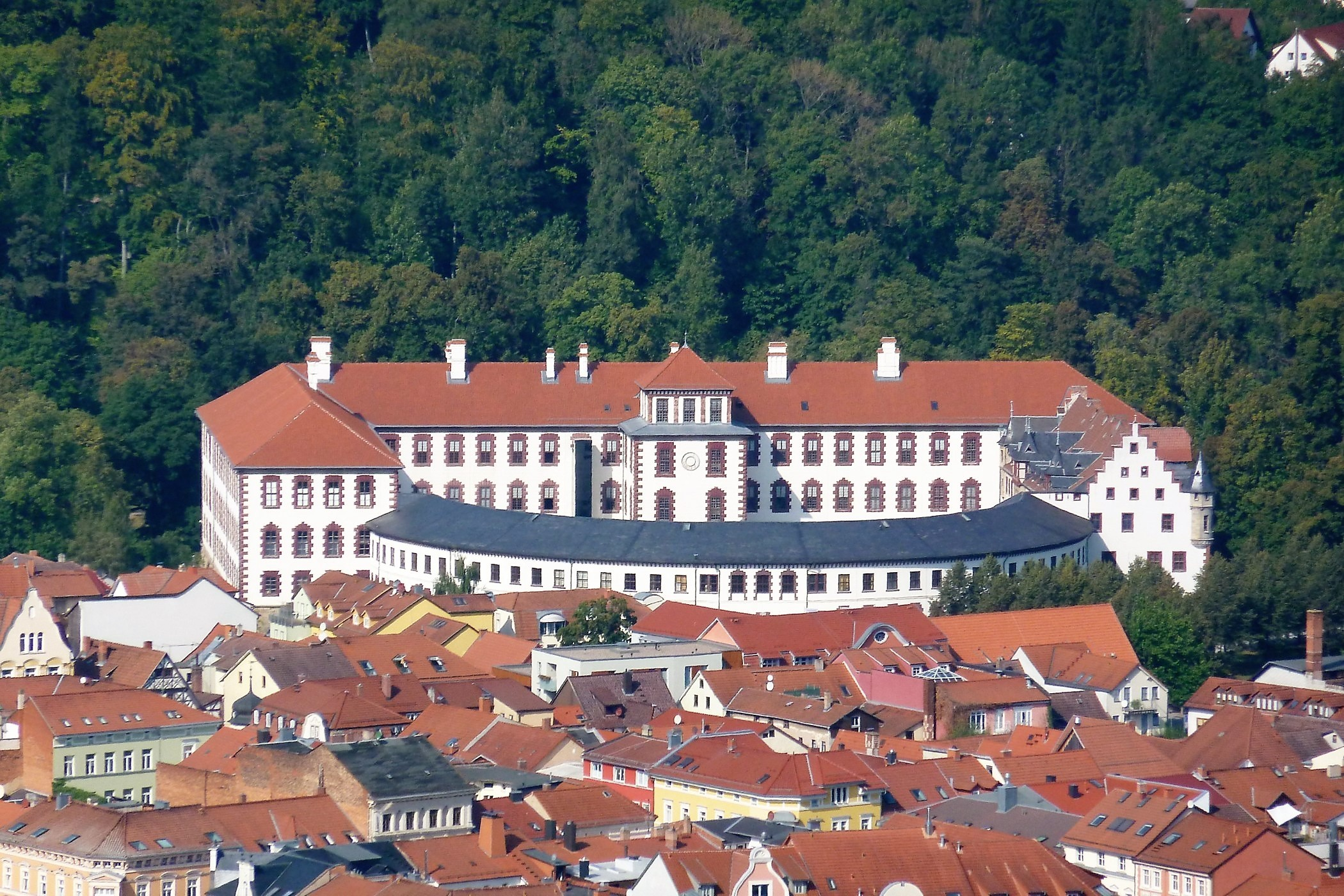
Gesamtansicht 2016

Ursprünglich geplant war eine vollständig symmetrische barocke Dreiflügelanlage. Dem Mittelrisalit und an den Enden der Seitenflügel sollten als Abschluss den Dächern Türme aufgesetzt werden. Dieser Idealentwurf, der beispielsweise auf einem Taler von 1692 abgebildet ist, wurde jedoch nie ganz umgesetzt und nur am Südflügel verwirklicht.
Zum Bau verwendete man unter anderem Steine der nicht mehr benötigten Wehrmauer der einstigen Burg, der nordwestlichen Stadtmauer sowie der Burgruine Landeswehre. 1685 sollte zu diesem Zweck von letzteren der Bergfried gesprengt werden, was aber nicht ganz gelang, sodass dieser noch heute geborsten und schräg im Boden steckt. Des Weiteren mussten wegen Platzbedarf südlich gelegene private Grundstücke erworben werden. Der 1511 erbaute Hauptbau der Würzburger Burg, heute genannt Bibrabau nach dem Bischof Lorenz von Bibra, wurde als zunächst unverbundener Nordflügel in das Ensemble einbezogen, da das Geld für den geplanten neuen Nordflügel analog dem Südflügel fehlte. Die offene Seite zur Stadt hin schlossen die Baumeister mit einem zweigeschossigen halbkreisförmigen Bau, der Rundbau genannt wird. Im Südflügel befand sich die 1692 geweihte Schlosskirche „Zur heiligen Dreifaltigkeit“. Das Schloss wurde mit einem breiten Wassergraben umgeben, über den die Schlossgrabenbrücke führte.
Die Bereiche des Wassergrabens an der Parkseite und vor dem Haupteingang des Schlossrundbaus wurden 1809–1810 verrohrt und verfüllt, wobei die nach wie vor intakte Schlossgrabenbrücke unter dem neuen Pflaster verschwand. Gleichzeitig pflasterte man den Schlosshof. In den Jahren 1835 bis 1837 wurden das Schlossdach umgebaut. Die stark rustizierten Fensterrahmungen, die heute das Bild der Fassade prägen, brachte man 1845 an. Ursprünglich hatten die Fenster schlichter gestaltete rechteckige Rahmungen aus Sandstein. Die schlichte Fassadengestaltung entsprach protestantischem landesherrlichem Selbstverständnis, ähnlich wie beim Schloss Friedenstein in Gotha, das Bernhards Vater hatte errichten lassen.
Der Rundbau wurde 1854 um ein Stockwerk erhöht und 1861 fand unter Oberbaurat Otto Hoppe ein Umbau des Bibrabaus statt. 1918 erhielt der Schlosshof einen Marmorbrunnen im Stil der italienischen Renaissance mit vier Fangschalen und wasserspeienden Fabelwesen.
Von 1692 bis 1918 diente das Schloss den Meininger Herzögen als Residenz. Hier befanden sich die Arbeitsräume bekannter Persönlichkeiten wie Max Reger, Hans von Bülow und Ludwig Chronegk. Oft war Johannes Brahms bei seinen Meininger Arbeits- und Freundschaftsbesuchen im Schloss zu Gast. Weiterhin beherbergte das Schloss eine umfangreiche Herzogliche öffentliche Hofbibliothek, die Friedrich Schiller während seines Asyls in Bauerbach regelmäßig mit Hilfe des Hofbibliothekars Wilhelm Reinwald nutzte. Die Hofbibliothek wurde 1945 als Beutekunst in die Sowjetunion geschafft, eine Rückführung fand bis in die Gegenwart nicht statt.
Im Auftrag des Freistaates Thüringen erarbeitete ab Herbst 2020 die Stiftung Thüringer Schlösser und Gärten mit der „Thüringischen Residenzenlandschaft“ einen Antrag für die Aufnahme als UNESCO-Welterbe. Zu der Thüringischen Residenzenlandschaft gehören neun Schlösser in acht ehemaligen Residenzstädten, darunter das Schloss Elisabethenburg mit Schlosspark und Marstall. Im Oktober 2021 wurde der Antrag bei der Kultusministerkonferenz Deutschland gestellt. Im Sommer 2022 besuchte und inspizierte eine Expertenkommission der UNESCO auf Einladung der Stiftung im Rahmen einer Informationsveranstaltung Schloss Elisabethenburg. Im Oktober 2023 fällt die Entscheidung, ob der Antrag in die deutsche Tentativliste aufgenommen wird.
Bundespräsident Frank-Walter Steinmeier überreichte am 19. Oktober 2023 im Rahmen seiner „Ortszeit Deutschland“, in der er für drei Tage seinen Amtssitz nach Meiningen verlegte, im Marmorsaal des Schlosses verdienstvollen Thüringer Bürgerinnen und Bürger das Bundesverdienstkreuz.

## Baubeschreibung

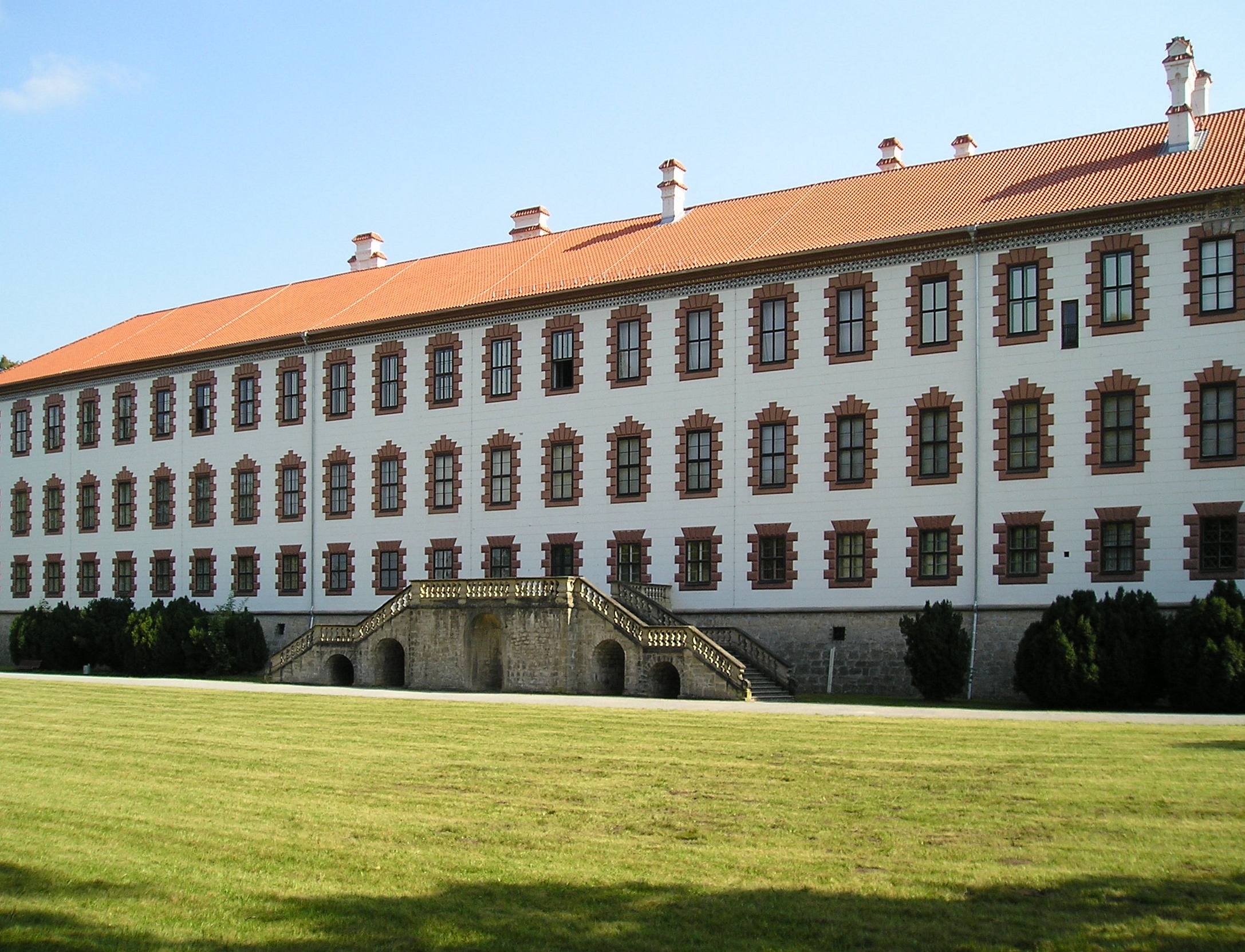
Hauptflügel, Park- oder Westseite

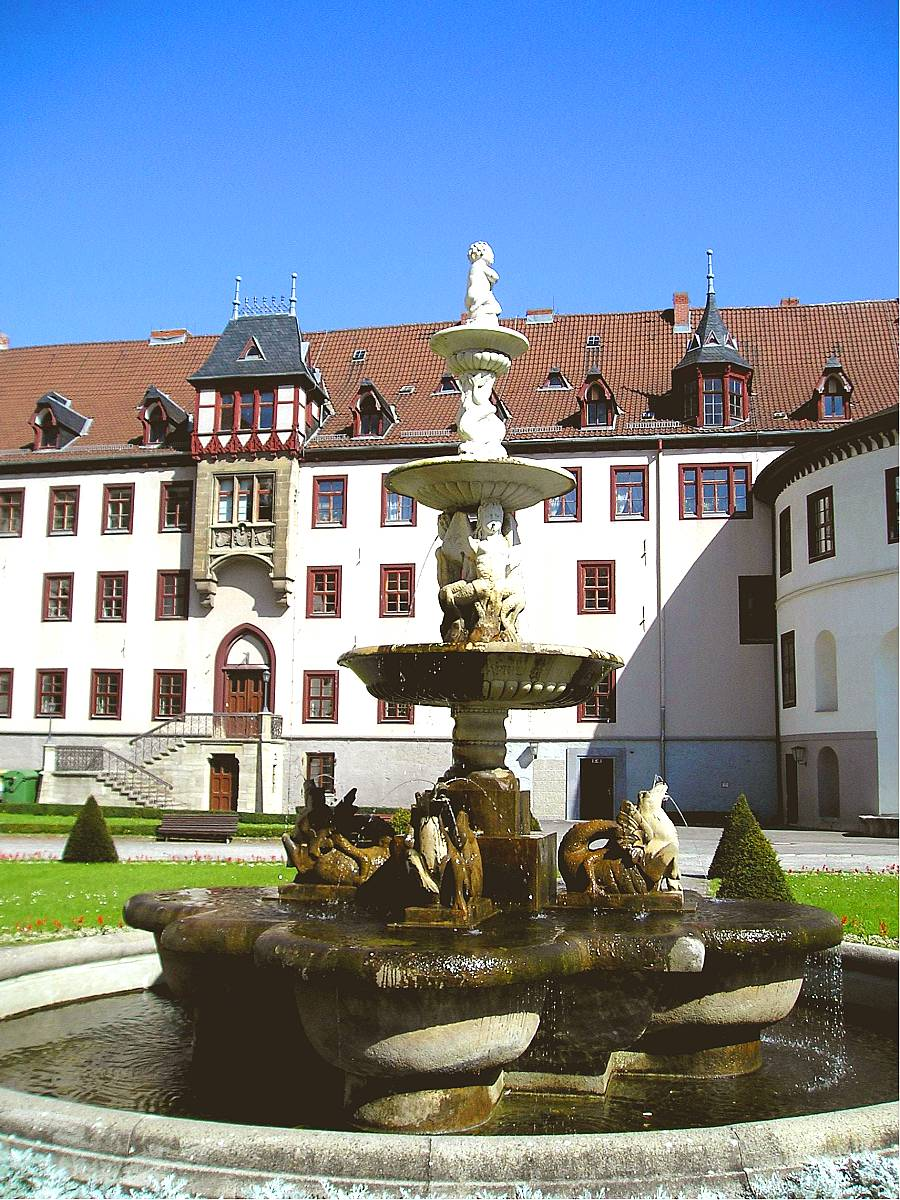
Marmorbrunnen und Bibrabau

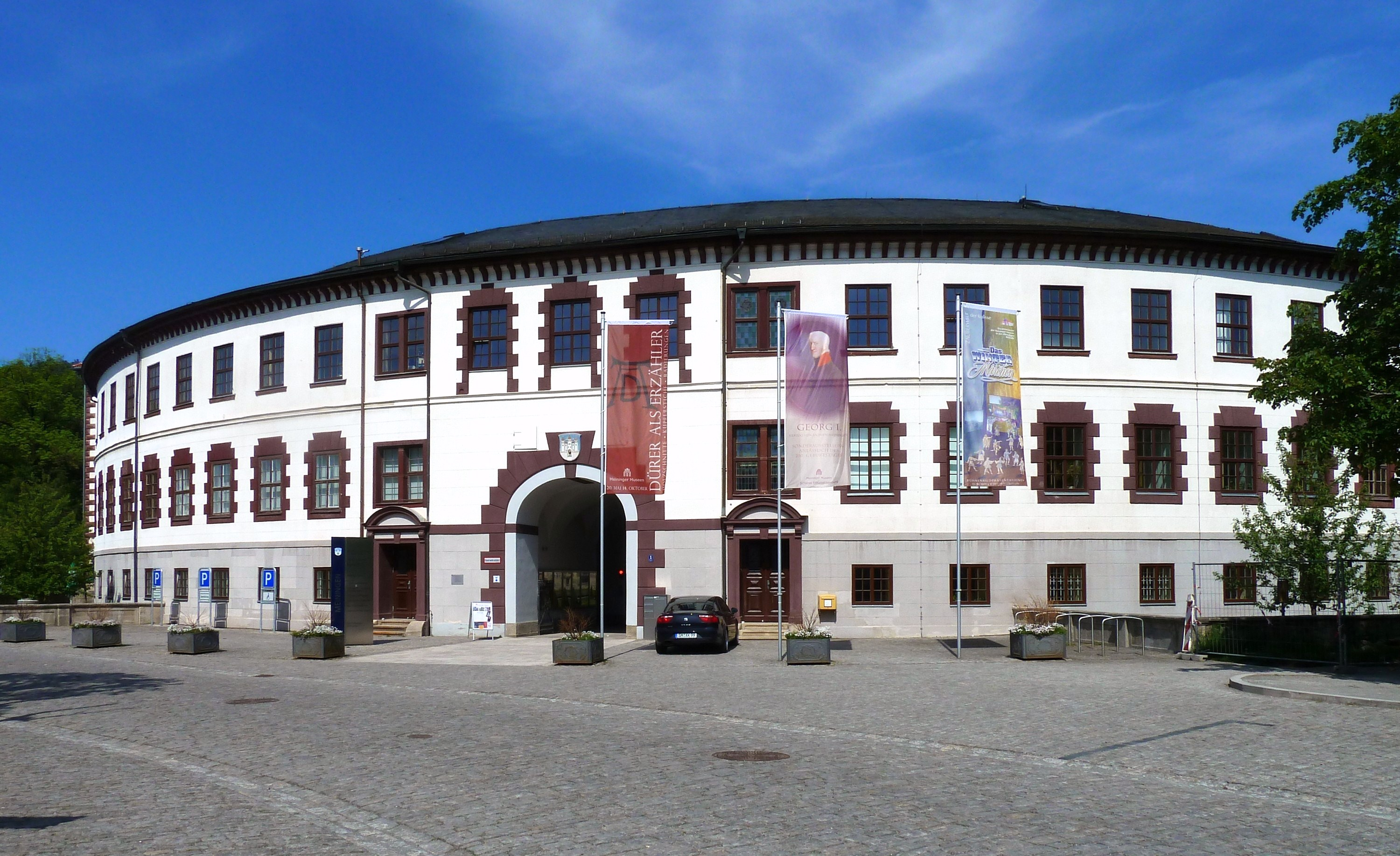
Der Rundbau – Sitz der Stadtverwaltung

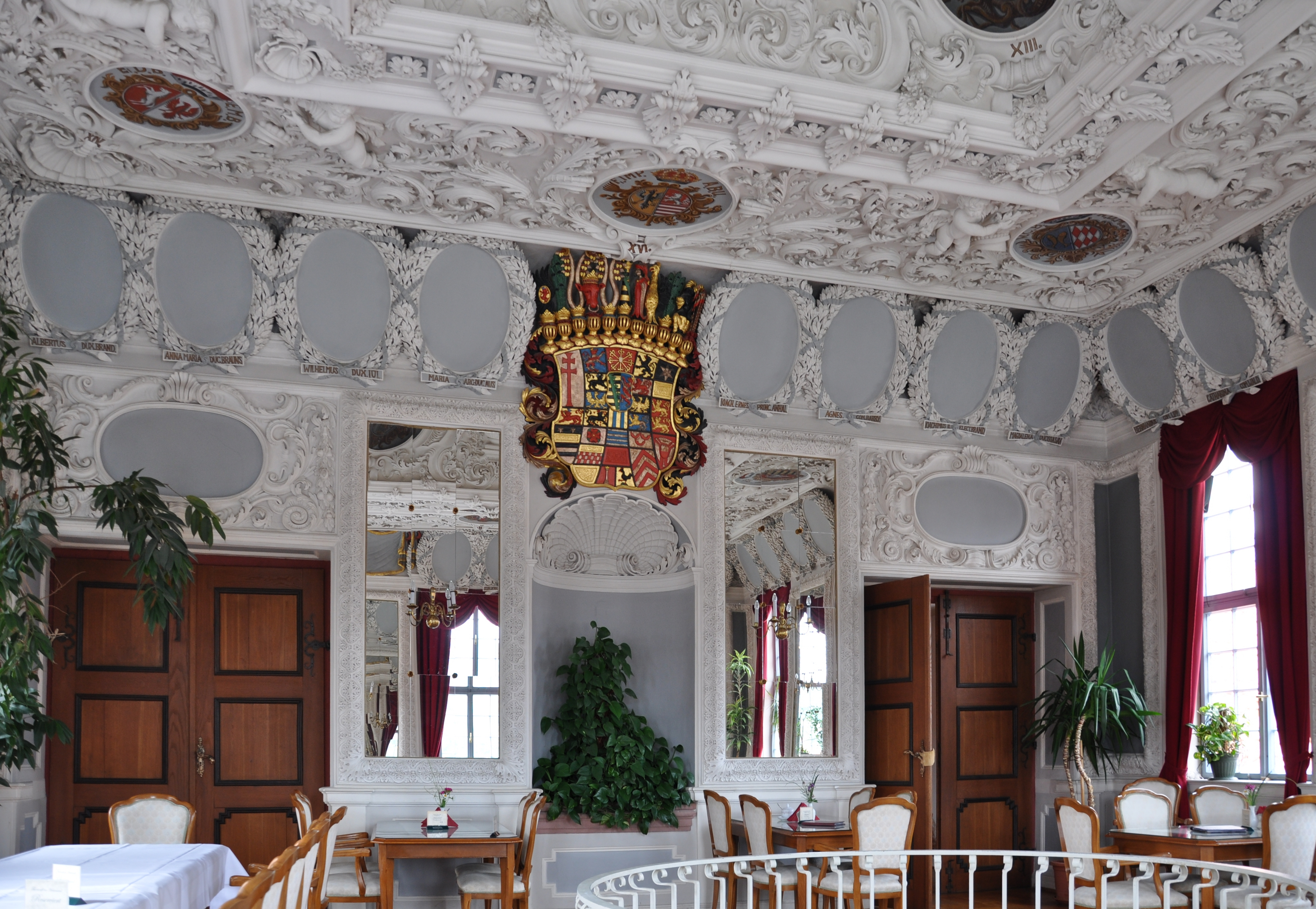
Hessensaal (Cafe)

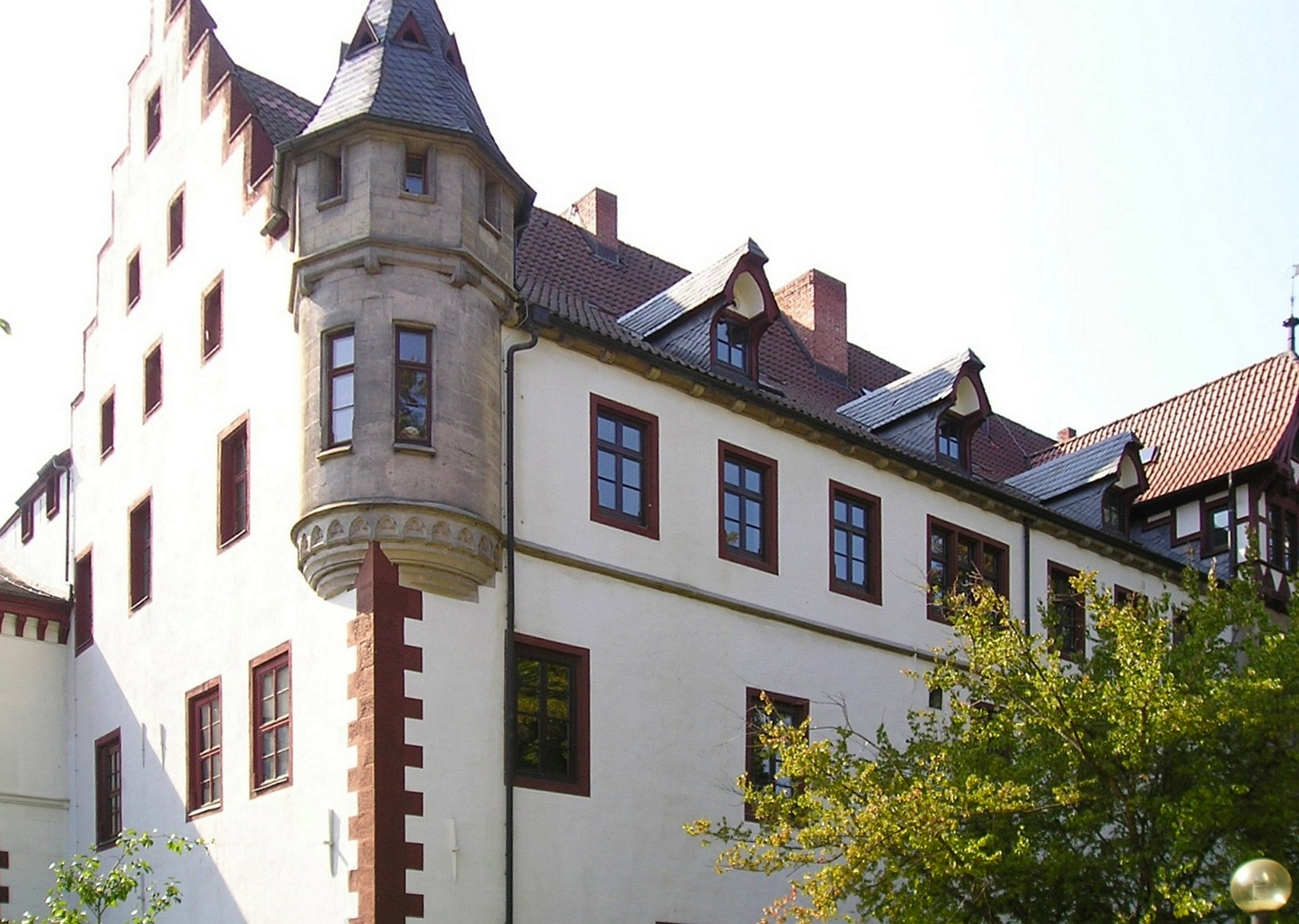
Bibrabau von 1511

Das Schloss Elisabethenburg war bis Anfang des 20. Jahrhunderts mit Ausnahme der Stadtbefestigung das mit Abstand größte Bauwerk der Stadt. Noch heute wird es nur von einigen wenigen Gewerbe- und Handelsbauten übertroffen. Die bebaute Grundfläche der Dreiflügelanlage und des Rundbaus beträgt ohne Nebengebäuden rund 5.780 m², mit Schlosshof sind es 10.230 m². Es zählt damit zu den größten Schlossbauten in Thüringen.

### Hauptflügel
Der 112 m lange und 20 m breite Hauptflügel bildet die westliche Seite des Schlossensembles. Über eine breite Freitreppe gelangt man von hier aus in den Schlosspark und zur Werra. Im Schlosshof ist dem Hauptflügel als Mittelrisalit ein Treppenturm vorgesetzt, dessen oberstes Stockwerk vom Hessensaal eingenommen wird. Die Mauern des Hessensaals sind etwas zurückgesetzt. Außen befand sich dort ein mittlerweile zurückgebauter dreiseitiger Dachgang mit Balustrade. Heute ist im Hessensaal ein Café mit guter Aussicht über die Altstadt untergebracht. Der Treppenturm ist der Hauptzugang zu den im Hauptflügel befindlichen Meininger Museen und Galerien. Architektonisch sind das Treppenhaus, der Marmorsaal, einige herzogliche Gemächer und das Trauungszimmer hervorzuheben. Seit 2015 bietet ein verglaster Außenfahrstuhl südlich des Mittelrisalits Barrierefreiheit.

### Südflügel
Der zeitgleich mit dem Hauptflügel errichtete 50 m lange und 19 m breite Südflügel beherbergt die Schlosskirche. Diese dient seit 1978 nach einem Umbau als Konzertsaal „Johannes Brahms“, auch „Brahmssaal“ genannt. Unter der Kirche befand sich in einem weitläufigen und geräumigen Kellergeschoss die Fürstengruft des Herzoghauses, die bis zur 1839 erfolgten Einweihung der Gruftkapelle im Englischen Garten genutzt wurde. Über der Schlosskirche liegt der Riesensaal, einst die erste Meininger Theaterspielstätte. Heute ist im Südflügel weiterhin das Meininger Standesamt mit Zugang zum im Hauptflügel gelegenen reich verzierten Trauungszimmer untergebracht.

### Bibrabau
Der Bibrabau im Stil der Renaissance bildet den Nordflügel des Schlossensembles und ist zugleich der älteste Bauteil. Er wurde 1511 als Hauptbau der Würzburger Burg errichtet. 1861 fand ein Umbau mit Aufstockung und dem Bau eines Treppenhauses, das seitdem den Bibrabau mit dem Hauptflügel des Schlosses verbindet, statt. Das Bauwerk ist mit Erkern, Türmchen und zahlreichen Dachgauben versehen. Der Bibrabau ist das Domizil des Staatsarchives Meiningen und des Stadtarchives. Von 1953 bis 2021 war hier des Weiteren noch als Musikschule das heutige Max-Reger-Konservatorium Meiningen untergebracht.

### Rundbau
Der dreigeschossige Rundbau verbindet die Enden der Süd- und Nordflügel in einem Halbkreis und grenzt den Schlosshof nach Osten und zur Stadt hin ab. Hier waren bis 1920 die Ministerien des Herzogtums und des Freistaates Sachsen-Meiningen untergebracht, seit der Zerstörung des Meininger Rathauses im Februar 1945 ist er der Hauptsitz der Stadtverwaltung. Der mittig angebrachte Torbogen bildet den Hauptzugang zum Schlossensemble. Im Erdgeschoss nördlich des Tores richtete die Stadt ein Bürgerbüro ein. Südlich von diesem wird das Erdgeschoss von einem Restaurant eingenommen.

### Schlosshof
Der Schlosshof erfuhr im Laufe der Jahrhunderte mehrere Umgestaltungen. Anfangs eine Freifläche, war er um 1900 dicht mit Bäumen und Hecken bepflanzt. Heute gelangt man von einem breiten, mit Sitzbänken und kleinen Hecken gesäumten Ringweg zu allen Treppenanlagen und Eingängen der Schlossbauten. Im Zentrum befindet sich in einer Grünanlage mit gepflasterten Wegen ein dreischaliger Marmorbrunnen. Im Sommerhalbjahr wird sporadisch in der Südwestecke nahe der Schlosskirche das Kunstobjekt „Engel des Ostens“ (Angel of the East), auch ReinCARnated genannt, von der Pop-Art-Künstlerin Anne Schwegmann-Fielding ausgestellt. Es handelt sich hier um einen ausgedienten Trabant 601, den sie komplett mit einem feinen Mosaik aus Bruchstücken von Porzellan, buntem Glas und Spiegeln sowie mit Fotografien und weiteren Stücken aus der DDR-Zeit überzogen hat.

## Museum im Schloss
Schloss Elisabethenburg gehört heute zu den Meininger Museen und beherbergt die umfangreichste Kunstsammlung in Thüringen. Der museal genutzte Hauptflügel des Schlosses besteht aus 52 Räumen mit 3400 m² Ausstellungsfläche.
Die Ausstellungen und Sammlungen im Schloss sind wie folgt gegliedert:
- Historisches Interieur – vom verspielten Rokoko über elegantes Empire bis hin zum Historismus.
- Kunstsammlungen auf zwei Etagen – Gemälde, Skulpturen, Möbel, Keramik, Uhren und anderes Kunsthandwerk aus verschiedenen Jahrhunderten.
- Musikgeschichte – Ausstellungen über die Meininger Hofkapelle und die Musiker Johann Ludwig Bach, Richard Wagner, Hans von Bülow, Johannes Brahms, Richard Strauss, Max Reger. Weiterhin wird Regers Arbeitszimmer im Max-Reger-Archiv gezeigt und in einer neuen Dauerausstellung eine historische Musikinstrumenten-Sammlung präsentiert (seit November 2008).
- Theatergeschichte – über das Meininger Theater und die Meininger.

Im Schloss befinden sich weiterhin zwei Galerien, in denen bei ständig wechselnden Ausstellungen historische Exponate zu einem aktuellen kulturellen oder kommunalen Thema präsentiert werden.